# Alberto Bettiol
Alberto Bettiol (n. 29 octombrie 1993, Poggibonsi, Toscana, Italia) este un ciclist italian care concurează în prezent pentru EF Education–EasyPost, echipă licențiată UCI WorldTeam.

## Rezultate în Marile Tururi

### Turul Franței
6 participări
- 2017: locul 90
- 2019: locul 69
- 2020: locul 62
- 2022: locul 41
- 2023: locul 83
- 2024: în desfășurare

### Turul Italiei
3 participări
- 2016: locul 86
- 2021: locul 30, câștigător al etapei a 18-a
- 2023: locul 48